# V Recordings
V Recordings ist ein Drum-and-Bass-Label aus London. Das Label gehört den DJs Bryan Gee und Jumping Jack Frost. V Recordings ist eines der ältesten Labels in diesem Bereich, erste Releases stammen aus dem Jahr 1993. Einige der bekanntesten Künstler des Drum and Bass wie Roni Size, DJ Die, DJ Krust, Ed Rush, Optical und Dillinja veröffentlichen regelmäßig Platten auf V.
V Recordings zeichnet sich durch eine Vielfalt an unterschiedlichen Styles und Subgenres der D'n'B aus, die Bandbreite reicht von „seichten“ Klängen von Artificial Intelligence bis zu den recht harten von Dillinja oder Lemon D. V veröffentlichte als erstes britisches Label aus der brasilianischen Szene, nachdem  Bryan Gee auf einer Reise dortige DJs wie DJ Marky, Patife, XRS Land und Esom hörte. Resultat waren die Brazil EP (2001) und der Hit LK (2002), ein Remix des Klassikers Carolina Carol Bela.